# 永島信道
永島 信道（ながしま のぶみち、1942年（昭和17年）2月9日 - ）は、共同テレビジョン所属のフリーアナウンサー兼アナウンス講師。
東京都出身。血液型はB型。趣味・特技はゴルフ、旅行、音楽鑑賞。

## 来歴・人物
麻布高校、早稲田大学政治経済学部経済学科卒業後、1964年フジテレビジョンにアナウンサーとして入社（入社同期にはエフシージー総合研究所社長の境政郎、BSフジ代表取締役会長の浪久圭司、共同テレビ顧問の盛山毅がいる）。フジテレビの河田町時代で、1日の最終便番組から早朝番組へのクッションのアナウンスも一時期担当した。
夕方・深夜を中心に土曜・日曜のニュースを長年担当していた。
1987年8月10日月曜日、全米プロゴルフ選手権中継で『FNNモーニングコール』休止の代わりに放送されていた朝の『FNNニュース』（『産経テレニュースFNN』などで流れているたかしまあきひこ作曲のテーマ曲）を担当。タイトルが終わってから1分ぐらいじっとしたままニュースを読まないというハプニングがあった（タイトルの音楽等がスタジオ内に流れなかったのが原因。また、この前日1987年8月9日の日曜日深夜には『FNNニュース工場』のキャスター（中日ドラゴンズ投手・近藤真一（現在の近藤真市）がノーヒットノーランとなった日）を務めていたため、夜勤を兼ねていた）。なお、このハプニングは『FNS番組対抗NG大賞』で何度か放送されていた。
1988年からはテレビから離れ先輩の露木茂とともに新人アナウンサーの教育に専念。アナウンス室部長→アナウンス室長→アナウンス室理事を経て、2002年に定年退職と同時に共同テレビに移り、アナウンス講師を務めている。

## 過去の担当番組
| 期間                                                 | 期間                                                    | 番組名                                | 役職         | 担当日     |
| ---------------------------------------------------- | ------------------------------------------------------- | ------------------------------------- | ------------ | ---------- |
| 1970年10月1日                                        | 1974年5月3日                                            | 3時のあなた                           | 司会         | 木・金曜日 |
| 1975年10月                                           | 1977年3月                                               | FNNニュース12:00                      | キャスター   | 平日       |
| 1976年4月 および 1978年10月7日                       | 1976年9月 および 1980年3月30日                          | FNNテレビ土曜・日曜夕刊               | キャスター   | 休日       |
| 1980年4月5日 および 1983年4月2日 および 1986年4月5日 | 1982年3月28日 および 1984年3月25日 および 1988年3月27日 | FNNニュース・明日の天気               | キャスター   | 休日       |
| 1980年4月5日 および 1983年4月2日 および 1986年4月5日 | 1982年3月28日 および 1984年3月25日 および 1987年3月29日 | FNNニュースレポート23:30              | キャスター   | 休日       |
| 1982年4月1日                                         | 1986年3月28日                                           | FNNモーニングワイド ニュース&スポーツ | 司会         | 水～金曜日 |
| 1983年4月2日                                         | 1984年3月25日                                           | FNNニュースレポート5:30               | キャスター   | 休日       |
| 1986年10月                                           | 1987年3月                                               | ザ・サンデー -THE SUNDAY-             | アンカーマン | 日曜日     |
| 1987年4月4日                                         | 1987年9月27日                                           | FNNニュース工場                       | キャスター   | 休日       |
| 1987年10月3日                                        | 1988年3月27日                                           | FNN DATE LINE                         | キャスター   | 休日       |